# Kvarnåker
Kvarnåker är en bebyggelse i Järna socken i Vansbro kommun i Dalarnas län. Området avgränsades mellan 2005 och 2015 som en separat småort för att vid avgränsningen 2015 klassades som att ingå i tätorten Järna.Vid avgränsningen 2020 räknades den åter som en separat småort